# Avenida Getúlio Vargas (Uberlândia)
A Avenida Getúlio Vargas, é uma via importante das regiões Central, Oeste e uma parte da região Sul de Uberlândia, Minas Gerais.
- É uma das principais vias da cidade.
- Muito arborizada.
- Tem muitos comércios, como: supermercados, hospitais, drogarias, vídeo-locadoras, bares, restaurantes e etc.

## Mercado Municipal
- O Mercado Municipal de Uberlândia, fica na Rua Olegário Maciel, 255 - esquina com av. Getúlio Vargas - Centro.

## Bairros
- A via corta o Centro e os bairros Martins, Osvaldo Rezende, Fundinho, Tabajaras, Daniel Fonseca, todos na região central e corta também os bairros Jaraguá, Planalto, Jardim das Palmeiras, na zona oeste e o Bairro Tubalina, na zona sul.